# 金本 J・ノリツグ
 J.ノリツグ（かねもと ジェイ - J.noritsugu .J.noritsugu holst、1973年1月26日 - ）は、料理研究家・ライフスタイルプロデューサー・作家。三重県生まれ。韓国人の父と日本人の母を持つ。2011年1月から「J.ノリツグ　ホルスト」として活動することが多い。

## 人物
フランスやスイス、スウェーデン、カナダとのつながりが強い自身の国際的なバックグラウンドを生かし、数ヶ国語で各国政府機関や各国の企業に対応。日本での食マーケットをプロデュース、また日本へすぐれた世界中の食材や文化を紹介する食のスペシャリストとして国際的に活躍をしている。日本はもちろん、韓国、台湾、ヨーロッパ、カナダ、アルゼンチンなど海外の雑誌やテレビ、ラジオなどの海外メディアにも取り上げられている。料理研究家として、またフードのマーケティングディレクターとしてその活動の幅が広がっている。

## 来歴
20歳で料理人を目指し上京。和食、フレンチ、イタリアンと幅広く学び、料理研究家として活動を展開。簡単でおいしく、薬膳知識をも生かしたヘルシーなレシピが人気を集め、各局テレビ、雑誌に幅広く登場する。食品企業のレシピ開発や商品開発、公演なども手がける。作家としての処女小説に『FOOD LOVERS』、そこから飛び出した実写版レシピ本として『LOVE in COOK』（いずれもアートン）がある。

## 料理本
- 『フライパン1つでおいしいごはん―10分で食事にしよう! 』
- 『甘辛酸の美人ごはん―だれでもカンタン!細胞活性サイクルレシピ33 』
- 『10分でラクうまおうちごはん! 』
- 『おいしい!韓国レシピ 』
- 『おいしい!韓国めん&スタミナ料理 』
- 『ジェイくんのかんたん!感動!韓国料理―あさ・ひる・よるとおやつのレシピ61品 』
- 『日韓レシピ!おうちでごはん 』
- 『キムチ料理と韓国のおかず―ラクうまレシピ80 』
- 『韓流クッキング―かんたん!おいしい!韓国の味! 』
- 『金本J.ノリツグの韓流美人食―とってもおいしい。～ほんとにカンタン。そして体の中からきれいになれる! 』
- 『きれいになれる韓国薬膳ダイエット』
- 『LOVE in COOK』
- 『韓流美人ごはん』
- 『おひさまミルクと暮らしのだいじ』

## 小説
- FOOD LOVERS

『LOVE in COOK』では、「FOOD LOVERS」の主人公を著者自らが演じ、作品の世界をビジュアル化した。コンセプト、料理、スタイリングはもちろん、文章、写真表現にいたるまでをセルフ・プロデュースした意欲作。